# Adam Enright
Adam Enright (* 16. November 1983 in Rosalind, Alberta) ist ein kanadischer Curler und Olympiasieger. Momentan spielt er auf der Position des Lead im Team von Skip Ted Appleman.
Enright gewann 2008 als Ersatzspieler bei der kanadischen Meisterschaft The Brier mit dem Team von Kevin Martin die Goldmedaille und nahm daher an der Curling-Weltmeisterschaft 2008 in Grand Forks teil. Hier konnte das Team mit Kevin Martin, John Morris (Third), Marc Kennedy (Second), Ben Hebert (Lead) und Enright als Ersatzspieler die Goldmedaille erringen.
Mit diesem Team gewann Enright am 13. Dezember 2009 die kanadischen Olympic Curling Trails und vertrat Kanada bei den XXI. Olympischen Winterspielen im Curling. Mit elf Siegen in elf Spielen gewannen sie schließlich überlegen die Goldmedaille. 